# Bonnie's Kitchen ＃1
『Bonnie's Kitchen ＃1』（ボニーズ・キッチン・ナンバーワン）は、1999年12月17日に発売されたBONNIE PINKのベスト・アルバムである。発売元はポニーキャニオン。CDコードはPCCA-01402。

## 概要
BONNIE PINKの移籍（ワーナーミュージック・ジャパンへ）に伴い発売されたベスト・アルバム。日本語詞の曲を中心に、アルバム未収録曲、レアテイクを含めた全15曲収録。本作は本人の意向ではなく移籍に伴いリリースされた、いわゆる「非公式ベスト・アルバム」。

## 収録曲
1. Heaven's Kitchen
2. It's gonna rain!
3. Do you crash?
4. かなわないこと
5. He
6. 犬と月 （Full Length Version）
12インチシングル盤「犬と月」収録。CD化はこのアルバムのみ。
7. Your Butterfly
8. 金魚
9. Lie Lie Lie
10. Surprise!
11. オレンジ
12. 背中
13. Maze Of Love
14. たとえばの話
サウンドトラック『Lie lie Lie』収録。
15. One Night With Chocolate